# ムハマド・ムハマドゥラー
ムハマド・ムハマドゥラー（ベンガル語: মোহাম্মদ মুহম্মদুল্লাহ, ラテン文字転写: Mohammad Mohammadullah, 1921年10月21日 - 1999年11月21日）は、バングラデシュの政治家。バングラデシュ人民共和国の第3代大統領を務めた。

## 経歴・人物
1921年10月21日、英領インド・ベンガル州のラーイプル市ラクシュミプール地区で生まれた。モハマドゥラーは地元の中等学校を卒業後、ダッカ大学で歴史学の学士号を優等で取得し、コルカタのリポン大学で法学の学士号を取得した。1950年、ダッカ弁護士会の会員になり、1964年にはダッカ高等裁判所に弁護士として登録された。
1950年代からアワミ連盟の党員として活動し、1953年から1972年まで東パキスタンの事務局長を務めた。1966年にシックスポイント運動に参加したため、投獄された。1970年、パキスタン・東パキスタン州議会の総選挙にアワミ連盟から出馬。1971年のバングラデシュ独立戦争中には、サイード・ナズラル・イスラーム大統領代行の政治顧問に任命された。
1972年4月10日、制憲議会の副議長に選出され、11月12日には議長に選出された。ライプール - ラクシュミプール選挙区から国会議員に選出された。
1973年12月24日に共和国大統領代理になり、1974年1月24日に大統領に就任した。1975年1月には、ムハマドゥラーは大統領を解任され、ムジブル・ラフマン大統領を任命する第4回改正案が可決された。
1975年1月26日にムジブル・ラフマン内閣の土地管理・土地改革大臣に任命された。1975年8月15日のラフマンの暗殺後には副大統領に任命された。1980年からバングラデシュ民族主義党 (BNP)に参加。アブドゥス・サタール政権では副大統領を務めたが、フセイン・ムハンマド・エルシャド将軍が軍事クーデターを起こしたため、わずか1年で辞任した。1991年にBNPから国会議員に選出されたが、総選挙の前にBNPを離党し、アワミ連盟に再入党した。
1999年11月12日に78歳で死去。海軍本部近くのバナニ墓地に埋葬された。

## 栄典
- ジグミ・シンゲ・ワンチュク国王記念章 (ブータン王国) - 1974年[4]